# نيلس فورتورن
نيلس فورتورن (بالهولندية: Niels Vorthoren)‏ (21 فبراير 1988 بفيركندام في هولندا - ) هو لاعب كرة قدم هولندي في مركز الوسط. لعب مع دين بوستش وفيلم تو تيلبورغ ونادي إكسلسيور ونادي هكن وVV Capelle ‏ وMVV Maastricht ‏.

## وصلات خارجية
- نيلس فورتورن على موقع قاعدة بيانات كرة القدم.إي يو (الإنجليزية)
- نيلس فورتورن على موقع Soccerway.com (الإنجليزية)